# Grammistinae
Grammistinae, potporodica riba (pisces) iz porodice Serranidae, red Perciformes. Sastoji se od sedam rodova: Aporops, Belonoperca, Diploprion, Grammistes, Pseudogramma, Rypticus, Suttonia.